# Ansu Fati
Anssumane „Ansu“ Fati (* 31. Oktober 2002 in Bissau; voller Name im spanischen Pass Anssumane Fati Vieira) ist ein spanisch-guinea-bissauischer Fußballspieler. Der Flügelstürmer, der als 6-Jähriger nach Spanien kam und mit 16 Jahren die spanische Staatsangehörigkeit annahm, steht als Leihspieler des FC Barcelona bei der AS Monaco unter Vertrag und ist spanischer Nationalspieler.

## Persönliches
Ansu Fatis Vater war ebenfalls Fußballspieler und spielte unter anderem auf halbprofessionellem Niveau bei Benfica Bissau. 1998 wanderte dieser alleine aus der ehemaligen portugiesischen Kolonie Guinea-Bissau nach Portugal aus, um Geld für die Familie zu verdienen. 2001 zog er nach Spanien in die Kleinstadt Herrera in die Nähe von Sevilla, um am Bau der AVE-Schnellfahrstrecke Córdoba–Málaga des Eisenbahnunternehmens Renfe zu arbeiten. Nachdem die Bauarbeiten abgeschlossen worden waren, nahm er verschiedene Jobs an. 2008 lernte sein Vater den Bürgermeister des rund 10 Kilometer von Herrera entfernten Ortes Marinaleda, Juan Manuel Sánchez Gordillo, kennen, der ihn als Chauffeur anstellte. 2009 zog auch die restliche Familie nach Herrera, als der in Bissau geborene Fati sechs Jahre alt war.
Fatis ältester Bruder Braima (* 1998) ist ebenfalls Fußballspieler und spielte auch in der Jugend des FC Barcelona. Sein Cousin Braima Baldé (* 1995) spielte u. a. in Deutschland in der viertklassigen Regionalliga Nord, der fünftklassigen Oberliga Hamburg und der sechstklassigen Landesliga Hamburg. Am 20. September 2019 erwarb Fati per Einbürgerung die spanische Staatsangehörigkeit. Sein voller Name im spanischen Pass lautet Anssumane Fati Vieira (vgl. spanische Nachnamen). Er spricht fließend Portugiesisch und Spanisch.

## Karriere

### Im Verein

#### Anfänge
Fati spielte wie sein Vater ebenfalls beim CDF Herrera (2009 bis 2010) und wechselte dann für zwei Jahre zum FC Sevilla (2010 bis 2012). Als er zehn Jahre alt war, zeigte der FC Barcelona Interesse an Fati und nahm ihn 2012 in La Masia auf. Dabei hatte er auch die Option gehabt, bei Real Madrid zu spielen, was seine Familie letztlich jedoch ablehnte.
Bereits in der Saison 2018/19 kam Fati als B-Junior (U17) für die A-Jugend (U19) in der UEFA Youth League zum Einsatz und erzielte in neun Spielen vier Tore. Er stand im März 2019 zudem einmal bei der zweiten Herrenmannschaft in der drittklassigen Segunda División B im Spieltagskader, ohne eingewechselt zu werden.

#### Rekordspieler beim FC Barcelona

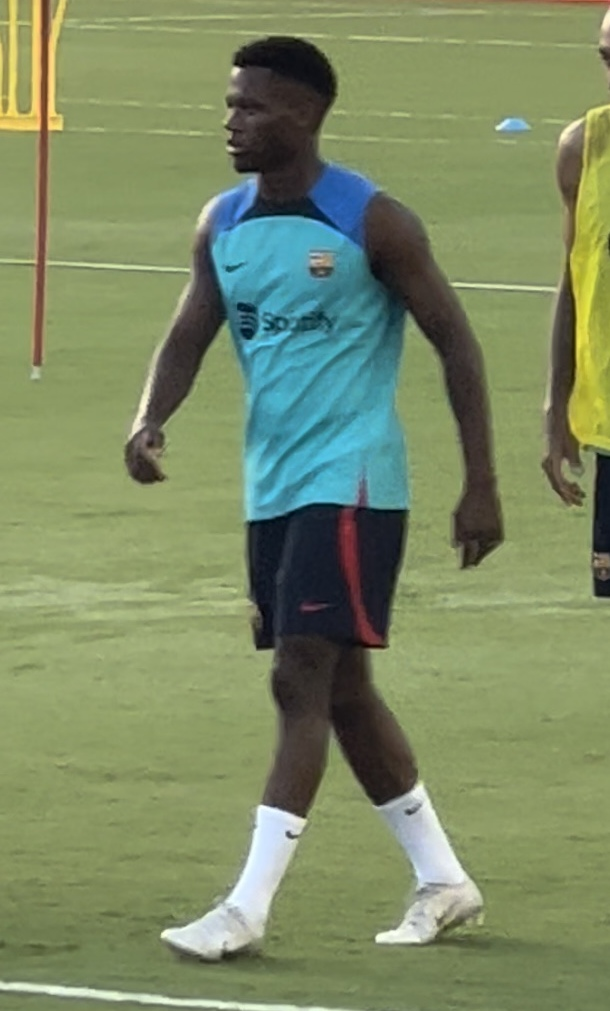
Fati beim FC Barcelona (2022)

Die Sommervorbereitung 2019 absolvierte Fati zum Großteil in der zweiten Mannschaft. Geplant war, dass er in der Saison 2019/20 hauptsächlich in der U19 und daneben in der zweiten Mannschaft zum Einsatz hätte kommen sollen. Ende Juli verlängerte er seinen Vertrag bis zum 30. Juni 2022, der eine Ausstiegsklausel in Höhe von 100 Millionen Euro enthielt. Da im Profikader die Stürmer Lionel Messi, Ousmane Dembélé und Luis Suárez verletzt waren, ließ ihn der Cheftrainer Ernesto Valverde Ende August am Training teilnehmen.
Am 25. August 2019 debütierte Fati im Alter von 16 Jahren, 9 Monaten und 25 Tagen beim 5:2-Sieg gegen Betis Sevilla in der Primera División mit einer Einwechslung in der Schlussphase. Er wurde damit hinter Vicente Martínez (1941 mit 16 Jahren, 9 Monaten und 7 Tagen) zum bis dahin zweitjüngsten Spieler in der Ligageschichte des FC Barcelona sowie zum ersten Spieler des Vereins, der im 21. Jahrhundert geboren wurde. Bei seinem zweiten Profieinsatz am 31. August 2019 gegen CA Osasuna wurde er zur zweiten Halbzeit eingewechselt und erzielte sein erstes Pflichtspieltor zum zwischenzeitlichen 1:1, womit er zum jüngsten Ligatorschützen in der Geschichte des FC Barcelona und hinter Fabrice Olinga und Iker Muniain zum bis dahin drittjüngsten Torschützen der Primera División wurde. Zwei Wochen später spielte er bereits in der Startelf, schoss dabei sein zweites Tor (erstes Tor im Camp Nou) beim 5:2-Sieg gegen den FC Valencia und gab zudem die Torvorlage zum zwischenzeitlichen 2:0, das Frenkie de Jong mit seinem ersten Treffer für Barcelona erzielte. Am 17. September 2019 wurde Fati mit seinem Einsatz beim 0:0-Unentschieden gegen Borussia Dortmund im Alter von 16 Jahren und 321 Tagen zum jüngsten Spieler der Vereinsgeschichte, der in der UEFA Champions League eingesetzt wurde. Er löste Bojan Krkić ab, der 2007 im Alter von 17 Jahren und 22 Tagen für den FC Barcelona in der Champions League debütiert hatte. Ende November 2019 wurde Fati bei der Wahl zum Golden Boy für den besten U21-Spieler Europas des Jahres 2019 hinter João Félix, Jadon Sancho, Kai Havertz, Erling Haaland und Matthijs de Ligt auf den 6. Platz gewählt. Anfang Dezember 2019 wurde sein bis zum 30. Juni 2022 laufender Vertrag angepasst. Es wurde u. a. seine Ausstiegsklausel auf 170 Millionen Euro angehoben, die sich automatisch auf 400 Millionen Euro erhöhen konnte, wenn er ein vollwertiges Mitglied des Profikaders wird. Am 10. Dezember 2019 traf Fati gegen Inter Mailand zum 2:1-Endstand und wurde mit 17 Jahren und 40 Tagen zum bis dahin jüngsten Torschützen der Champions-League-Geschichte.
Unter Valverde überwiegend als Einwechselspieler gebracht, kam Fati nach dem Trainerwechsel zu Quique Setién im Januar häufiger in der Startelf zum Einsatz. Er beendete seine Debütsaison mit 24 Ligaeinsätzen (11-mal von Beginn), in denen er sieben Tore erzielte.
Zur Saison 2020/21 wurde Fati offiziell als Spieler der ersten Mannschaft gemeldet, wodurch sich seine Ausstiegsklausel von 100 Millionen Euro auf 400 Millionen Euro erhöhte. Unter dem neuen Cheftrainer Ronald Koeman zählte der Flügelspieler zum Saisonbeginn zum Stammpersonal und erzielte in sieben Ligaspielen (sechsmal von Beginn) vier Tore. Hinzu kam ein Treffer in drei Champions-League-Spielen (zweimal von Beginn). Anfang November 2020 zog sich Fati am 9. Spieltag gegen Betis Sevilla einen Meniskusriss zu und fiel bis zum Saisonende aus.
Zur Saison 2021/22 erhielt der noch immer verletzte 18-Jährige nach dem Abgang von Lionel Messi dessen Rückennummer 10. Am 26. September 2021 gab Fati sein Comeback, als er bei einem 3:0-Sieg gegen die UD Levante in der Schlussphase eingewechselt wurde und den Treffer zum Endstand erzielte. Rund einen Monat später verlängerte er seinen Vertrag bis zum 30. Juni 2027, dessen Ausstiegsklausel auf eine Milliarde Euro erhöht wurde. Nach fünf Ligaeinsätzen, in denen Fati drei Tore erzielte, fiel er aufgrund einer Oberschenkelverletzung ab Anfang November 2021 erneut aus. Am 12. Januar 2022 stand er im Halbfinale der Supercopa de España erstmals wieder auf dem Platz, als er bei der 2:3-Niederlage nach Verlängerung gegen Real Madrid im Laufe der zweiten Halbzeit eingewechselt wurde und den 2:2-Ausgleich erzielte. Wenige Tage später zog sich Fati in der Copa del Rey gegen Athletic Bilbao eine Sehnenverletzung im linken Oberschenkel zu. Sein Comeback gab er am 1. Mai 2022.
Auch in der Saison 2022/23 konnte sich Fati nicht als Stammspieler etablieren. Er trug in der Liga 36 Einsätze und sieben Tore zur Meisterschaft bei, stand jedoch nur zwölfmal in der Startelf.

#### Leihe und Rückkehr nach Barcelona
Anfang September 2023 wechselte Fati am letzten Tag der Transferperiode bis zum Ende der Saison 2023/24 auf Leihbasis in die Premier League zu Brighton & Hove Albion. Unter Roberto De Zerbi kam er in 19 Ligaspielen zum Einsatz, stand aber nur dreimal in der Startelf. Dabei gelangen ihm zwei Tore.
Zur Saison 2024/25 kehrte Fati zum FC Barcelona zurück, der von nun an von Hansi Flick trainiert wurde.

#### Erneute Leihe
Im Sommer 2025 verlängerte er seinen Vertrag bis 2028 und wurde im Anschluss an die AS Monaco verliehen.

### In der Nationalmannschaft

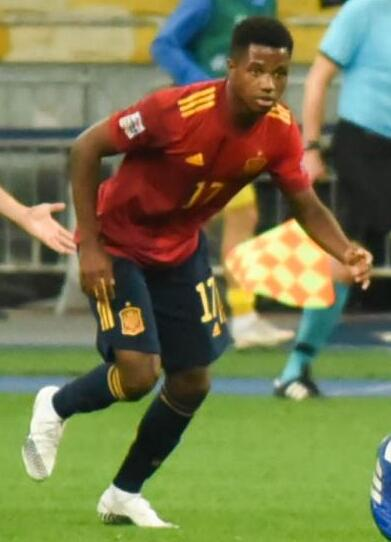
Fati in der spanischen Nationalmannschaft (2020)

Fati hätte für den guinea-bissauischen, spanischen und portugiesischen Fußballverband spielen können, da Guinea-Bissau eine ehemalige Kolonie von Portugal ist und dort Geborene die portugiesische Staatsangehörigkeit annehmen können. Am 20. September 2019 wurde Fati im Eilverfahren in Spanien eingebürgert, da der spanische Verband plante, ihn in den Kader der U17-Nationalmannschaft für die Ende Oktober beginnende U17-Weltmeisterschaft 2019 in Brasilien zu berufen. Der FC Barcelona war jedoch gegen eine WM-Teilnahme Fatis, da dieser bis zu 7 Pflichtspiele – unter anderem den Clásico gegen Real Madrid – für den Verein verpasst hätte. Anfang Oktober wurde entschieden, dass er nicht für den WM-Kader berücksichtigt werde, dafür aber in der nächsten Länderspielpause im November in eine höhere Altersklasse berufen werden solle. Bereits wenige Tage später wurde Fati von der FIFA die Spielgenehmigung erteilt, woraufhin ihn Luis de la Fuente für das EM-Qualifikationsspiel der U21-Nationalmannschaft gegen Montenegro anstelle des verletzten Carles Pérez nachnominierte. Beim 2:0-Auswärtssieg am 15. Oktober 2019 wurde Fati in der Schlussphase eingewechselt, womit er im Alter von 16 Jahren und 350 Tagen hinter Bojan Krkić (2007 mit 16 Jahren und 282 Tagen) zum zweitjüngsten spanischen U21-Nationalspieler wurde. Im November 2019 folgte ein weiterer U21-Einsatz.
Im August 2020 wurde Fati von Luis Enrique für die Nations-League-Spiele der spanischen A-Nationalmannschaft gegen Deutschland und die Ukraine im Folgemonat nominiert. Er debütierte am 3. September, als er beim 1:1-Unentschieden gegen die DFB-Elf zur zweiten Halbzeit eingewechselt wurde. Mit 17 Jahren und 308 Tagen wurde er hinter Ángel Zubieta (17 Jahre und 284 Tage im Jahr 1936) zum bis dahin zweitjüngsten A-Nationalspieler Spaniens. Nur drei Tage später, in seinem ersten Einsatz in der Startelf, erzielte er beim 4:0-Sieg gegen die Ukraine sein erstes Länderspieltor, womit er mit 17 Jahren und 311 Tagen zum jüngsten Torschützen in der Geschichte der spanischen Nationalmannschaft wurde. Am 5. Juni 2022 unterbot Gavi diese Marke, der bei seinem Treffer 7 Tage jünger war. Im Oktober 2020 folgten 2 weitere Länderspieleinsätze. Aufgrund seiner im November 2020 erlittenen Verletzung verpasste Fati die Europameisterschaft 2021.
Über zwei Jahre nach seinem letzten Länderspiel wurde Fati von Luis Enrique im November 2022 für die Weltmeisterschaft 2022 in Katar nominiert.

## Titel
Verein
- Spanischer Meister (2): 2023, 2025
- Spanischer Pokalsieger (2): 2021, 2025
- Spanischer Supercupsieger (2): 2023, 2025

Nationalmannschaft
- UEFA-Nations-League-Sieger: 2023

## Auszeichnungen
- 2020: L’Équipe Weltbester U20-Spieler (im Jahr 2001 oder später geboren)[46]
- Spieler des Monats der Primera División: September 2020